# De picknick
De picknick (Frans: Le Pique-nique) is een schilderij gemaakt door Emile Claus in 1886-1887. Het behoort tot de Koninklijke Verzameling en wordt bewaard in het Hôtel Walckiers, naast het Koninklijk Paleis van Brussel.

## Totstandkoming
Claus trouwde in 1886 en vestigde zich definitief in de landelijke villa aan de Leie in Astene, die hij reeds een viertal jaar huurde van notaris Léon Dufaux. Hij voelde zich sterk verbonden met de natuur en wilde de rivier een plaats geven in zijn werk. De picknick was daarvan het eerste resultaat. Het is een groot doek waarin de schilder trouw bleef aan het monumentale naturalisme dat hem de voorbije jaren succes had gebracht. Hij had met deze stroming kennis gemaakt op de Parijse Salons en toonde zich gevoelig voor het werk van Jules Bastien-Lepage. Toch volgde hij onder invloed van zijn vriend Camille Lemonnier ook al het Franse impressionisme, dat hij zag op tentoonstellingen van Les XX en waarvoor hij enkele jaren later naar Parijs zou trekken.

## Voorstelling
Het doek, horizontaal opgedeeld in twee ongeveer gelijke helften, toont twee groepen mensen, gescheiden door de Leie. In het opgeschoten gras met bloemen op de voorgrond hebben zich de landlieden verzameld: elf gedetailleerd uitgewerkte figuren, mannen, vrouwen en kinderen, jong en oud. Slechts twee van hen kijken nieuwsgierig naar de overkant, waar rijke burgers zijn afgezakt uit Gent voor een zondagse picknick. Kleurrijk steekt hun stadskledij af tegen het kortgemaaide gras, maar de figuurtjes zijn klein en minder realistisch geschilderd. Rechts aan de overkant staan nog drie boerenkinderen naar het gezelschap te kijken. Terwijl bedienden op de boot het eten bereiden, hebben enkele burgers zich al aan de kraakwitte tafel in de schaduw gezet. Anderen hebben zich neergevlijd in het gras of maken nog een wandelingetje. Slechts twee burgerdames hebben aandacht voor de boeren op de andere oever. 
Alleen al door het gekozen perspectief kan worden verondersteld dat Claus de kant kiest van de buitenmensen. Ook het harmoniëren van de vale boerenkledij met het water, de lucht en de planten, toont wie hier thuis hoort. Toch spreekt er hoogstens voorzichtige kritiek uit het werk, geen scherpe aanklacht. De schilder toont twee sociale werelden die elkaar vreemd zijn, niet de miserie van het landleven. Het doek kon veilig worden gekocht door een koning.

## Herkomst
Claus zond zijn Picknick naar de driejaarlijkse Salon van Brussel in 1887. De regering wilde het werk kopen voor het Koninklijk Museum voor Schone Kunsten van Antwerpen, maar koning Leopold II toonde zich doortastender. Sinds de aankoop in 1888 is het doek deel gebleven van de Koninklijke Verzameling.

## Tentoonstellingen
- 1887: Salon van Brussel
- 1997: Emile Claus (Provinciaal Museum voor Moderne Kunst, Oostende)
- 2009: Emile Claus en het landleven (Museum voor Schone Kunsten, Gent)
- 2014: Bruxelles, une capitale impressionniste (Musée des Impressionnismes, Giverny)

## Voetnoten
1. ↑  Henk de Smaele, Rechts Vlaanderen. Religie en stemgedrag in negentiende-eeuws België, 2009, p. 303

- Koninklijk Instituut voor het Kunstpatrimonium: 20002530